# Fuerte Jesús de Huenuraquí
El Fuerte Jesús de Huenuraquí era una fortaleza española construida en altura en la ribera norte del río Biobío, junto a la sede de la estación de trenes modernos de Buenuraqui, en la comuna de San Rosendo. Está a ocho kilómetros al oeste de San Rosendo y diez kilómetros al sur de la ciudad de Rere, Chile.

## Desarrollo
El Fuerte de Jesús fue erigido en 1593 por el gobernador Martín García Óñez de Loyola conjuntamente con el fuerte de Chivicura a través de la orilla sur del río Biobío . Fueron erigidos para proteger las comunicaciones de la ciudad de Santa Cruz de Coya, en Catiray. Ambos fuertes y de la ciudad fueron destruidos por los Moluche en 1599. El Fuerte de Jesús, fue reconstruido por Alonso de Ribera en 1602 como Fuerte de Huenuraquí formando parte del sistema de fuertes de La Frontera. El nombre mapudungún proviene de Huenu, "por encima", y del Moluche Raqui, por el sonido de la voz del ave que en Chile se llama la bandurria.